# تارکوئینیا
تارکوینیا (به ایتالیایی: Tarquinia) یک کومونه در ایتالیا است که در استان ویتربو واقع شده‌است.

## دوران باستان
این شهر یکی از مهم‌ترین دوازده دولت‌شهر مؤتلفهٔ اتروسکان و محل تولد لوکیوس تارکوئینیوس پریسکوس، پنجمین پادشاه روم از ۶۱۶ تا ۵۷۸ ق.م، بوده است. نسب سه پادشاه آخری روم یعنی تارکوئینیوس پریسکوس، سرویوس تولیوس و لوکیوس تارکوئینیوس متکبر به این شهرِ اتروسکی می‌رسد.

## خصوصیات
تارکوینیا ۲۷۹٫۵۰ کیلومترمربع مساحت و ۱۶٬۶۳۰ نفر جمعیت دارد و ۱۳۲ متر بالاتر از سطح دریا واقع شده‌است.